# ديفيد باركر (سياسي أسترالي)
ديفيد باركر (بالإنجليزية: David Parker)‏ هو سياسي أسترالي، ولد في 22 مايو 1953 في أستراليا. حزبياً، نشط في حزب العمال الأسترالي. وقد انتخب عضو الجمعية التشريعية لأستراليا الغربية.